# Padang Tiakar Hilir
Padang Tiakar Hilir is een bestuurslaag in het regentschap Payakumbuh van de provincie West-Sumatra, Indonesië. Padang Tiakar Hilir telt 2066 inwoners (volkstelling 2010).